# Girls Like You
„Girls Like You” – utwór muzyczny amerykańskiego zespołu Maroon 5, wydany 30 maja 2018 nakładem wytwórni 222 Records oraz Interscope Records jako singiel z szóstego albumu grupy pt. Red Pill Blues.

## Kompozycja
„Girls Like You” to popowa, pop-rockowa piosenka. W oryginalnej wersji trwa 3 minuty i 35 sekund, a wersji z udziałem Cardi B trwa 21 sekund dłużej. Tekst do piosenki napisali Adam Levine, Cirkut, Cardi B, Starrah, Jason Evigan i Gian Stone.

## Teledysk
Teledysk, wyreżyserowany przez Davida Dobkina, został opublikowany 31 maja 2018 na YouTube. W wideoklipie prócz Adama Levine'a, występuje cały zespół Maroon 5: gitarzysta James Valentine, klawiszowiec Jesse Carmichael, gitarzysta Michael Madden, perkusista Matt Flynn, klawiszowiec PJ Morton, multiinstrumentalista Sam Farrar, a także gościnnie piosenkarka Cardi B.
W teledysku wystąpiło również wiele znaych atletek, aktywistek, aktorek, modelek i piosenkarek: Camila Cabello, Phoebe Robinson, Alexandra Raisman, Sarah Silverman, Gal Gadot, Lilly Singh, Amani al-Khatahtbeh, Trace Lysette, Tiffany Haddish, Angy Rivera, Franchesca Ramsey, Millie Bobby Brown, Ellen DeGeneres, Jennifer Lopez, Chloe Kim, Alex Morgan, Mary J. Blige, Beanie Feldstein, Jackie Fielder, Danica Patrick, Ilhan Omar, Elizabeth Banks, Ashley Graham i Rita Ora, a także żona Levine'a Behati Prinsloo i ich córka Dusty Rose.

## Historia wydania
| Obszar            | Data            | Format                               | Wytwórnia               | Przypisy    |
| ----------------- | --------------- | ------------------------------------ | ----------------------- | ----------- |
| Cały świat        | 30 maja 2018    | digital download, media strumieniowe | 222 Records, Interscope | [ 5 ]       |
| Stany Zjednoczone | 4 czerwca 2018  | Hot adult contemporary               | 222 Records, Interscope | [ 6 ]       |
| Stany Zjednoczone | 5 czerwca 2018  | Contemporary hit radio               | 222 Records, Interscope | [ 7 ] [ 8 ] |
| Włochy            | 22 czerwca 2018 | Contemporary hit radio               | Universal               | [ 9 ]       |
| Wielka Brytania   | 20 lipca 2018   | digital download, media strumieniowe | Polydor                 | [ 10 ]      |